# Kuncevskaja (linee Arbatsko-Pokrovskaja e Filëvskaja)
Kuncevskaja in russo Кунцевская? è una stazione della Metropolitana di Mosca, che funge come nodo di interscambio tra le Linee Filëvskaja e Arbatsko-Pokrovskaja. La stazione, in origine, aprì il 31 agosto 1965 come parte dell'estensione del ramo Filëvsky, ma il 7 gennaio 2008 fu ingrandita e ricostruita per l'estensione Mitino-Strogino.
La costruzione del 1965 fu disegnata da Robert Pogrebnoj secondo i progetti standard delle stazioni di superficie degli anni sessanta, con due ingressi identici sui due lati dell'autostrada Rubljovo, e due tettoie che si estendevano sulla banchina sostenute da una serie di pilastri in marmo.

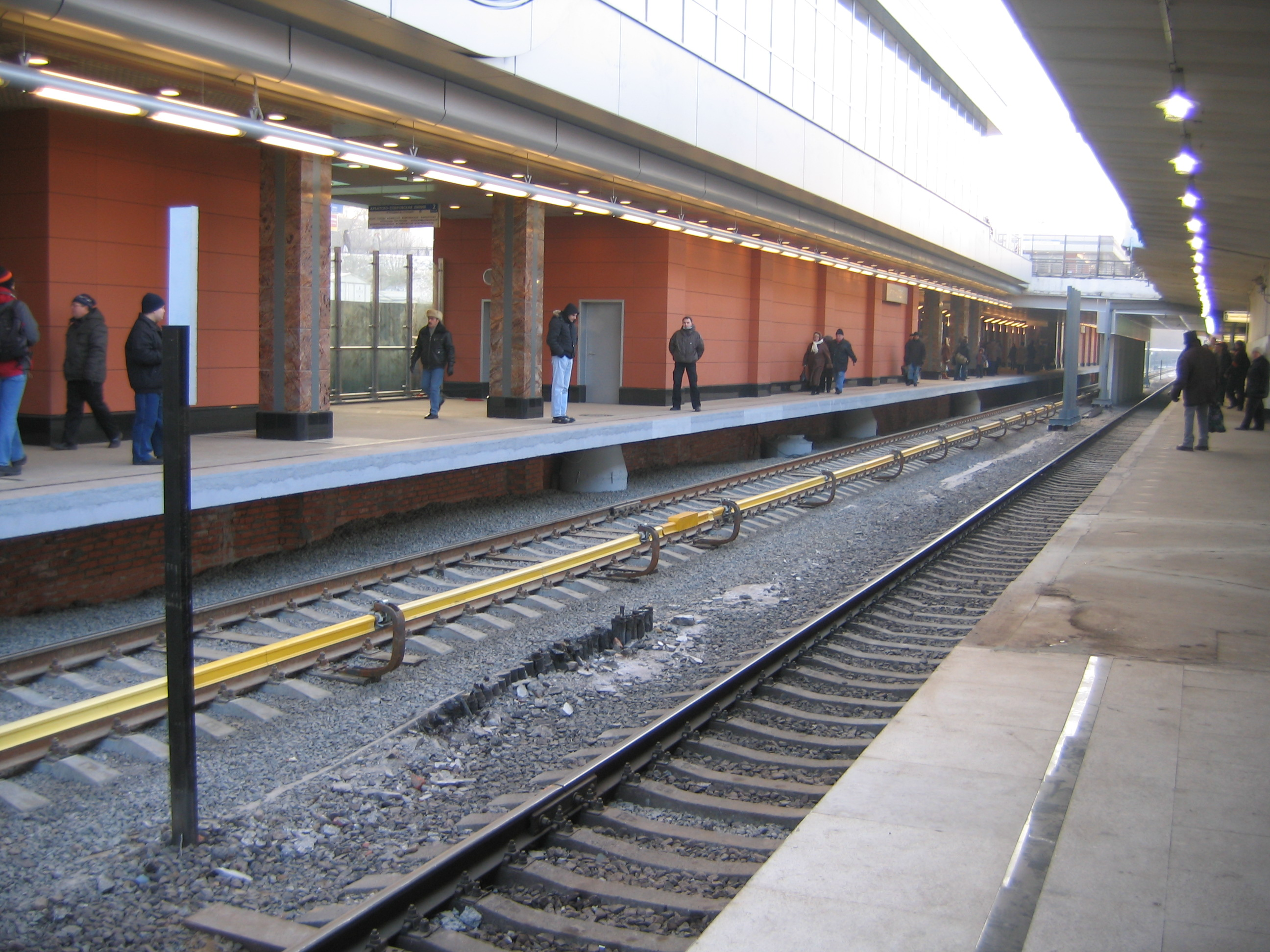
Nuova banchina del 2008

La ricostruzione del 2008 fu progettata dall'architetto A. Vigdorov, che aggiunse una nuova banchina più lunga parallela alla vecchia, ingressi più moderni e spaziosi ed estese la vecchia banchina per garantire l'accesso alla linea Arbatsko-Porkovskaja tramite un sovrappasso. Quest'opera fu necessaria in quanto la vecchia banchina era stata costruita per i treni della linea Filëvskaja, con sei carrozze, mentre la linea Arbatsko-Pokrovskaja opera con treni a sette carrozze, che probabilmente potranno essere aumentate fino a otto.
La ricostruzione coinvolse anche l'uso delle banchine, dato che la stazione divenne il nuovo capolinea della Linea Filëvskaja; in tal modo, poté essere utilizzata una sola delle due banchine. La seconda banchina della vecchia stazione è la nuova banchina di servizio della Linea Arbatsko-Pokrovskaja verso Molodëžnaja, mentre la nuova piattaforma è utilizzata per i treni che procedono verso Park Pobedy (e, da maggio 2008, verso Slavjanskij Bul'var).
Architetturalmente, la nuova banchina differisce da quelle della stazione vicina, che fu l'ultima ad essere costruita in superficie con il minimo uso di risorse architetturali e ingegneristiche.  Vi sono due ingressi, di cui quello occidentale ha una biglietteria esterna, mentre quello orientale, il più grande, presenta marmi e graniti, come anche materiali metalloplastici di colore arancione e marrone.
Nel futuro, la vecchia banchina potrebbe essere ammodernata con una tecnologia più moderna, con decorazioni simili a quelle vicine.